# Pimpinella anisum
Pimpinella anisum, conocida como anís, anís verde, matalahúva o matalahúga, es una hierba de la familia de las apiáceas, también llamada anís o raramente anix. Es una planta con flores de la familia apiaceae originaria de la región mediterránea oriental y del suroeste de Asia.Puede alcanzar 60-80 cm de altura si las condiciones del terreno lo permiten. 
En la península Ibérica se cultiva a gran escala, siendo España uno de los principales productores del fruto de anís. Posteriormente se extendió a Sudamérica, destacando Argentina como uno de los mayores productores actuales.
El sabor y aroma de sus semillas tienen similitudes con algunas otras especias y hierbas, como el anís estrellado, el hinojo, el regaliz y el estragón. Se utiliza ampliamente para dar sabor a alimentos, dulces y bebidas alcohólicas, especialmente en la región mediterránea.

## Etimología
El nombre «anís» deriva a través del francés antiguo de las palabras latinas anīsum o anēthum, del griego ἄνηθον ánethon, en referencia al eneldo.

## Descripción
Planta herbácea anual que forma matas de hasta 1 m de altura y muy aromática. La raíz es estrecha y presenta un tallo alargado, redondeado, estriado y ramificado en la parte superior. Las hojas en la base son simples, de 2 a 5 cm de largo ligeramente lobuladas, mientras que en la parte superior del tallo son pinnadas y más profundamente divididas. Las flores, de 3 mm, son blancas, pentapétalas y surgen en densas umbelas. Los sépalos del cáliz son poco numerosos, mientras que los pétalos son de unos 15 mm de longitud y tienen un margen con unos pelitos pequeños. El fruto es un esquizocarpio oblongo de 3 a 5 mm de largo con un fuerte sabor aromático. Los frutos poseen pelos cortos, sedosos y curvados sobre su cara dorsal convexa. Están comprimidos lateralmente y son estrechos en la cima. A menudo están provistos de un fragmento del pedúnculo arqueado. Están formados por 2 mericarpios, cada uno recorrido longitudinalmente por 5 costillas de color más claro. Microscópicamente se observa que la epidermis presenta numerosas papilas y pelos unicelulares. El endospermo es ligeramente cóncavo en la parte de contacto con el otro mericarpio, y presenta proteínas y aceite esencial. El sabor es dulce.

## Ecología
El anís es una planta que sirve de alimento a las larvas de algunas especies de lepidópteros (mariposas y polillas), entre las que se encuentran la Eupithecia centaureata y la Eupithecia absinthiata.

## Cultivo
El anís se cultivó por primera vez en Egipto y Oriente Medio y se llevó a Europa por su valor medicinal. Se cultiva en Egipto desde hace aproximadamente 4.000 años.
Las plantas de anís crecen mejor en suelos ligeros, fértiles y bien drenados. Las semillas deben plantarse en cuanto el suelo se calienta en primavera. Como las plantas tienen una raíz pivotante, no se trasplantan bien una vez establecidas, por lo que deben iniciarse en su ubicación definitiva o trasplantarse cuando las plántulas son aún pequeñas.

## Producción
La cocina occidental lleva mucho tiempo utilizando el anís para aromatizar platos, bebidas y dulces. La palabra se utiliza tanto para la especie de la hierba como para su sabor parecido al del regaliz. El componente aromático más potente del aceite esencial del anís, el anetol, se encuentra tanto en el anís como en una especia no relacionada y originaria del norte de China llamada anís estrellado (Illicium verum), muy utilizada en los platos del sur, sureste y este de Asia. El anís estrellado es considerablemente menos costoso de producir y ha ido desplazando al P. anisum en los mercados occidentales. Aunque antiguamente se producía en mayores cantidades, en 1999 la producción mundial de aceite esencial de anís era de sólo 8 toneladas, en comparación con las 400 toneladas de anís estrellado.

## Historia
El uso medicinal del anís es antiguo, como lo demuestra su presencia en la Capitulare de villis vel curtis imperii, una orden emitida por Carlomagno que reclama a sus campesinos que cultiven una serie de hierbas y condimentos incluyendo "anesum", identificada actualmente como Pimpinella anisum.

## Usos del anís

### Alimentación
Sus semillas se utilizan  como condimento en panadería, dulcería y repostería, en la elaboración de licores (anís, anisette) así como en algunos currys y platos de marisco.  Todas las partes vegetales de la planta joven son comestibles. Los tallos tienen una textura parecida al apio y son mucho más suaves de sabor que las semillas. Se elaboran aguardientes como el aceite de anís.

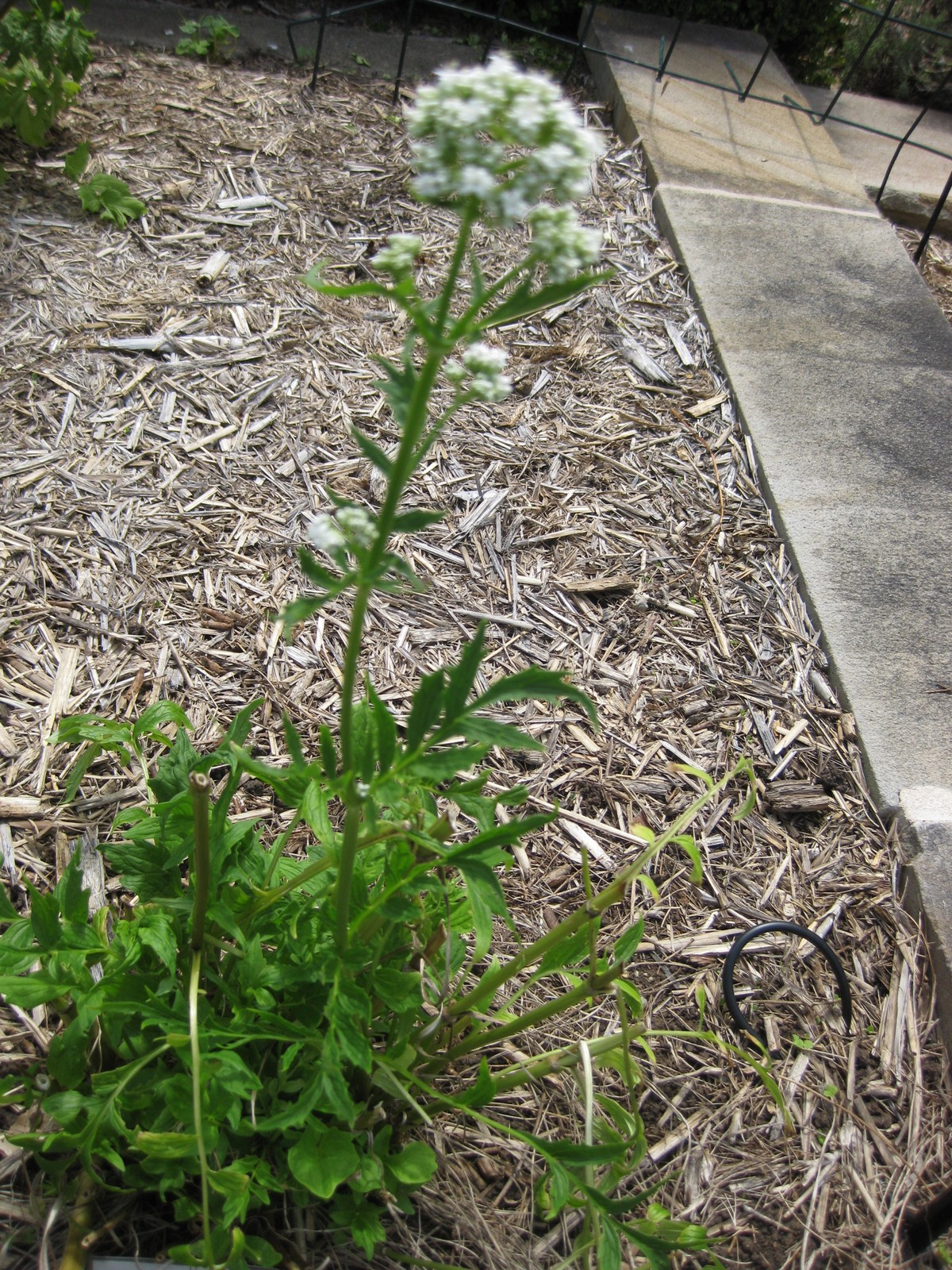
Vista de la planta

### Principios activos
La destilación de las semillas libera un aceite volátil que se utiliza en el tratamiento de cólicos flatulentos. Como infusión sirve para trastornos digestivos.
El elemento principal del aceite (más del 90 %) es el anetol (C10H12O o C6H4[1.4](OCH3)(CH:CH.CH3)). También contiene chavicol metileno, aldehído anísico, ácido anísico y un terpeno.
El anís estrellado obtenido de los pericarpos en forma de estrella de la planta Illicium verum, nativa de China, también contiene anetol, pero no está emparentado botánicamente con el anís, aunque debido a su sabor y aroma similar se utiliza frecuentemente como un sustituto más barato en panadería y elaboración de licores.

### Uso medicinal
Contiene un 2-3% de esencia en sus frutos, cantidad que puede aumentar hasta un 6% en casos excepcionales. Esta esencia se compone principalmente de una sustancia llamada anetol, que es la que le confiere su olor característico. Además, en su esencia hay albúminas, varios azúcares y ácidos orgánicos. Todos estos componentes confieren al anís diversas virtudes, entre las que se destacan, en especial, que se trata de un buen expectorante, que facilita la expulsión de gases y que actúa como un excelente tónico estomacal. Además de todo esto, se sabe que aumenta la secreción de la leche en la mujer y en los animales y cuenta también con propiedades reguladoras de las funciones menstruales. Esta planta está indicada en casos de desgana, espasmos gastrointestinales, mal aliento, resfriados, bronquitis, lactancia y menstruaciones irregulares. Es importante recordar que la esencia de esta planta puede resultar tóxica si se administra en grandes dosis, por lo que deberá ajustarse a lo que prescriba el médico.
Se utiliza la semilla. Es carminativo, favoreciendo la digestión, mejora el apetito, alivia los cólicos, incluidos los infantiles frecuentes en bebés lactantes, náuseas y flatulencias.
El anís estrellado (illicium verum) también es carminativo, digestivo y se puede utilizar de igual forma que el anís en semillas. El anís estrellado japonés (Illicium anisatum) es neurotóxico por lo que no debería administrarse a bebés y está contraindicado que lo tomen las madres lactantes.  
Es muy valioso contra la tos fuerte y seca, con expectoración difícil, así como problemas respiratorios asociados a la gripe. Para ello, se recomienda el consumo de limonada caliente preparada con una infusión de anís y tipo (Bystropogon mollis).
Sobre el aparato digestivo el anís es el prototipo de las plantas con actividad carminativa, tonificante del estómago y digestiva. Limpia los intestinos de fermentaciones y putrefacciones. Forma parte de la "tisana de las cuatro simientes", junto con la alcaravea, el hinojo y el cilantro. A los niños y lactantes les resulta muy eficaz las infusiones de anís en caso de gases o diarreas malolientes. Se recomienda especialmente a las personas que siguen un plan para dejar de fumar, ya que actúa como un verdadero antídoto de la nicotina y del alquitrán del tabaco, limpia los bronquios de mucosidades irritantes y facilita la regeneración de las células de las mucosas.
Sobre la glándula mamaria tiene una acción galactógena, es decir, aumenta la producción de leche. Por eso los ganaderos dan anís mezclado con el pienso en las vacas y las ovejas.
Se puede administrar como:
- Infusión. Con una cucharadita de fruto de anís en una taza de agua hirviendo. Esta infusión debe tomarse en caliente; si se quiere, se puede reforzar con un poco de tintura de anís.
- Esencia de anís. De 1 a 4 gotas de la esencia, que pueden añadirse a un azucarillo. Se puede repetir la dosis después de las 3 principales comidas.
- Tintura de anís. Se macera el fruto de anís en alcohol de 70° durante 10 días. Agotado el tiempo, se filtra y se conserva el líquido en frasco cuentagotas.

La planta sirve también para preparar una de las bebidas más tradicionales de España, el licor de anís.

### Licores

Alcoholes de anís de la región mediterránea

El anís se utiliza para aromatizar el ouzo y el mastika griegos; sambuca italianos; absenta franceses, anisette, y pastis; el español anis de chinchón, anís, anísado, y el licor de hierbas de Mallorca; el turco y armenio rakı; el libanés, egipcio, sirio, jordano, palestino e israelí arak;  y el argelino Anisette Cristal.  Fuera de la región mediterránea, se encuentra en el aguardiente colombiano y el mexicano Xtabentún.  Estos licores son claros, pero al añadirles agua se enturbian, fenómeno conocido como efecto ouzo. 
El anís se utiliza junto con otras hierbas y especias en algunas cervezas de raíz, como Virgil's en Estados Unidos.

## Taxonomía
Pimpinella anisum fue descrita por Carlos Linneo y publicado en Species Plantarum 264. 1753.
Sinonimia
- Pimpinella aromatica M.Bieb. [1808]
- Anisum odoratum Raf. [1840]
- Tragium anisum (L.) Link [1821]
- Sison anisum (L.) Spreng. [1813]
- Selinum anisum (L.) E.H.L.Krause in Sturm [1904]
- Carum anisum (L.) Baill. [1879]
- Apium anisum (L.) Crantz [1767]
- Anisum vulgare Gaertn. [1788]
- Anisum officinarum Moench [1794][26]